# Olamze
Olamze es una comuna camerunesa perteneciente al departamento de Vallée-du-Ntem de la región del Sur.
En 2005 tiene 8518 habitantes, de los que 2032 viven en la capital comunal homónima.
Se ubica en el suroeste de la región, en la frontera con la provincia ecuatoguineana de Kié-Ntem, unos 10 km al noroeste de Bidjabidjan.

## Localidades
Comprende, además de Olamze, las siguientes localidades:
- Ata'a Ntem
- Bekue
- Bindoum
- Biyii
- Engolzok
- Eyinantoum
- Mbang
- Mbe
- Meka'a Minkoumou
- Mekomengona
- Meko'o Si
- Menguikom
- Meyo
- Mindjo Koumou
- Obang
- Olang
- Yos II